# Christiansfeld Kommune
Christiansfeld Kommune i Sønderjyllands Amt blev dannet ved kommunalreformen i 1970. Ved strukturreformen i 2007 blev det meste af den indlemmet i Kolding Kommune sammen med Lunderskov Kommune, Vamdrup Kommune og Vester Nebel Sogn i Egtved Kommune. Christiansfeld Kommunes 3 sydligste sogne – Bjerning, Fjelstrup og Hjerndrup – valgte ved en folkeafstemning at komme til Haderslev Kommune. 

## Tidligere kommuner
Christiansfeld i Tyrstrup Sogn havde efter genforeningen i 1920 beholdt den tyske betegnelse flække, men det begreb bortfaldt med kommunalreformen, hvor Tyrstrup og 9 andre sognekommuner blev lagt sammen med Christiansfeld flække til Christiansfeld Kommune:
| Kommune        | Folketal 1. januar 1970 | Byer                |
| -------------- | ----------------------- | ------------------- |
| Christiansfeld | 942                     | Christiansfeld      |
| Aller          | 519                     | Hejlsminde          |
| Bjerning       | 369                     |                     |
| Fjelstrup      | 1.405                   | Fjelstrup           |
| Frørup         | 356                     |                     |
| Hejls          | 872                     | Hejls og Hejlsminde |
| Hjerndrup      | 353                     |                     |
| Stepping       | 922                     | Stepping            |
| Taps           | 720                     | Taps                |
| Tyrstrup       | 1.990                   | Christiansfeld      |
| Vejstrup       | 1.142                   | Sjølund             |
| I alt          | 9.590                   |                     |

Christiansfeld Kommune afgav Ladegård ejerlav i Bjerning Sogn og Sillerup ejerlav i Fjelstrup Sogn, begge til Haderslev Kommune.

## Sogne
Christiansfeld Kommune bestod af følgende sogne:
- Aller Sogn (Sønder Tyrstrup Herred)
- Bjerning Sogn (Sønder Tyrstrup Herred)
- Fjelstrup Sogn (Sønder Tyrstrup Herred)
- Frørup Sogn (Sønder Tyrstrup Herred)
- Hejls Sogn (Nørre Tyrstrup Herred)
- Hjerndrup Sogn (Sønder Tyrstrup Herred)
- Stepping Sogn (Sønder Tyrstrup Herred)
- Taps Sogn (Nørre Tyrstrup Herred)
- Tyrstrup Sogn (Sønder Tyrstrup Herred)
- Vejstrup Sogn (Nørre Tyrstrup Herred)

## Borgmestre[3]
| Navn                 | Parti                       | Periode   |
| -------------------- | --------------------------- | --------- |
| Niels Ebbesen Hansen | Lokalliste                  | 1970-1974 |
| Bent Skriver         | Borgerlig Fællesliste       | 1974-1990 |
| Holger H. Hansen     | Det Konservative Folkeparti | 1990-1994 |
| Jørgen F. From       | Venstre                     | 1994-2006 |

## Rådhuse
På Nørregade 12 lå den gamle pigeskole (1784-1891), som blev fredet i 1920 og havde været bibliotek, musikskole, turistkontor og kommunekontor. Den kom også til at fungere som Christiansfeld Kommunes rådhus fra 1970 til 1983, hvor et nyt rådhus blev opført på H.C. Ørstedsvej 1.